# Tours préliminaires de la coupe de Belgique de football 1953-1954
Navigation
Édition précédente Édition suivante
Les tours préliminaires de la coupe de Belgique de football 1953-1954 sont toutes les rencontres disputées dans le cadre de la Coupe de Belgique avant l'entrée en lice des équipes de première division. Ils se disputent en quatre tours, dont soixante-quatre équipes se qualifient pour la compétition proprement dite.
Les trois premiers tours sont disputés par « groupes géographiques provinciaux » uniquement par des équipes issues des séries provinciales. Celle-ci sont rejointes pour le 4e tour par les soixante-quatre équipes de « Promotion ».
Au total, 560 clubs sont engagés dans la compétition et 432 rencontres sont disputées sur l'ensemble des quatre tours.

## Origines
Retombées dans les oubliettes depuis 1935, la Coupe de Belgique revient dans l'actualité à la suite d'une proposition du R. Stade Louvaniste. Ce club, par l'intermédiaire de son Président, Monsieur Vranckx, dépose la proposition contenant les bases en vue d'organiser de nouveau l'épreuve.
Initialement l'idée fait face à des réticences du Comité Exécutif de la fédération. Celui-ci craignant « une trop grande prolongation de la saison en raison des séries à seize clubs » (en 1952, le passage des séries de 14 à 16 clubs au lieu de 14 date n'est vieux que de quatre ans). Mais les meneurs de l'initiative ne se découragent pas et, largement soutenus par d'autres clubs, obtiennent la création d'une commission qui établit un dossier finalement présenté à la Commission Nationale d'Études (C.N.E).
Le dimanche 29 juin 1952, l'Assemblée Générale de l'URBSFA vote la relance de la Coupe de Belgique, mais pour un essai d'un an avec évaluation d'une prolongation. Les dernières objections s'effacent quand le projet de calendrier de l'épreuve démontre que les « grands clubs » ont encore la possibilité d'organiser des matchs internationaux. Ceux-ci apportent des recettes essentielles aux clubs qui, rappelons le ne sont pas professionnels. À cette époque, les actuelles compétitions continentales n'existent pas. D'autres réticences, notamment relatives aux fais d'organisation, sont aplanis car la procédure envisagée prévoit plusieurs toujours disputés régionalement. Par ailleurs, les concepteurs ont prévu un système dans lequel la « recette guichet » nette est partagée en deux entre les deux clubs concernés.

### Structuration envisagée
- quatre tours entre équipes provinciales ({toutes les divisions),
- 5e tour, entrée des clubs de « Promotion »
- 6e tour, entrée des clubs de « Division 2 » et de « Division 3 »
- 7e tour, entrée des clubs de « Division 1 » (Trente-deuxièmes de finale)
- Seizièmes, Huitièmes, Quarts, Demis et Finale.

Toutes les rencontres jouées en une manche sur le terrain de la première équipe tirées au sort.

### Quelques dispositions règlementaires proposées
- Prolongation de deux fois trente minutes en cas d'égalité après 90 minutes. Toutefois les dépositaires du projet laissent latitude aux différents comités provinciaux de faire jouer ou non une prolongation lors des quatre premiers tours.
- En cas d'égalité au terme du match (90 ou 120 minutes), l'équipe ayant obtenu le plus de coups de coins (corners) est qualifiée. On procède
- Si l'égalité subsiste après le départage aux corners, on procède au botté de cinq penalties par cinq joueurs différents.
- En dernier ressort, on procède à un tirage au sort.
- Le projet fait également mention « ... qu'à partir des quarts de finale, les clubs pourraient être autorisés à jouer en semaine... » ou encore « ... il serait judicieux qu'en demi-finale le match soit rejoué en cas d'égalité ... » en n'oubliant pas de préciser « ... de quoi aurions nous l'air si un finaliste ou même le gagnant de la Coupe de Belgique était désigné par tirage au sort ... » [1].

### Ajournement puis approbation
Ce beau projet « ne fait pas pschitt » mais est ajourné. Le Comité Exécutif désigne son Secrétaire-Général, José Crahay pour présider une commission spéciale à laquelle participera Monsieur Vranckx et un délégué de chaque groupement de clubs (subdivision par division hiérarchique) .
Il faut ainsi attendre la deuxième session ce l'AG. Celle-ci se tient le samedi 20 décembre 1952.Après concertation entre les différentes composantes de l'URBSFA, en termes de clubs, le proejt a été adapté. Ainsi seuls les 2e premiers niveaux provinciaux sont retenus « par manque de dates libres ». Le plan définitif scinde l'entrée des formations des divisions nationales en deux groupes et non plus trois. Les 64 équipes de « Promotion » entrent au 4e tour suivies au tour suivant des 64 équipes des Divisions 1, 2 et 3.
Par ailleurs, faute de suffisamment de journées libres (on ne joue que les dimanches et les joueurs fériés à cette époque), il est considéré impossible de faire rejouer les matchs en cas d'égalité. Pour les départages des égalités, la « notion de tirage au sort » disparaît. Il est précisé que si le botté des penalties est nécessaire, les cinq mêmes tireurs recommencent tous tant qu'une différence n'est pas faite. Une rencontre De coupe de Belgique se joue sur terrain de la première équipe tirée au sort, sauf les demi-finales qui sont joués sur terrain neutre choisi par la « Commission de la Coupe de Belgique ». Précisément, cet organisme est créé spécifiquement afin de gérer toutes l'organisation de l'épreuve et d'examiner les litiges. La Coupe de Belgique doit être jouée lors des journées d'avant-championnat, celle où il y a une rencontre de l'équipe national à l'étranger, ainsi que toutes les autres dates libres excepté le dimanche de Pâques qui est réservé aux tournois.
Le projet Coupe de Belgique est approuvé pour un essai d'un an. À noter que l'option « prolongation en cas d'égalité » n'est pas retenue pour les quatre premiers tours. On qualifie l'équipe ayant obtenu le plus de corner et si nécessaire on botte des penalties.

## Organisation - Règlement succinct de la compétition
Toutes les rencontres se jouent en un seul match, sur le terrain de la première équipe indiquée. En cas d'égalité à la fin des nonante minutes réglementaires, Une première prolongation de « deux fois quinze minutes » est disputée. Si la parité subsiste encore, les deux formations jouent une deuxième prolongation de « deux fois sept minutes et trente secondes ».
- Si au terme 2h15' de jeu, aucun vainqueur n'a été désigné, le départage se fait en faveur du plus grand nombre de corners obtenus. En cas d'ex aequo avec ce critère, on procède au botté de « 5 penalties » par autant de joueurs différents par équipe. Le cas échéant, on recommence les séries de cinq intégralement avec les mêmes joueurs jusqu'à ce qu'un vainqueur soit connu.

Les trois premiers tours sont joués « par groupes provinciaux » avant l'entrée en lice des équipes du plus petit étage national, le 4e niveau appelé « Promotion » au tour suivant.

## Participants
Au total, 480 équipes participent au premier tour préliminaire de la Coupe de Belgique. La répartition par province du nombre de qualifiés se fait en fonction du nombre de clubs affiliés à l'URBSFA.
Seize clubs débutent au 2e tour (voir Province de Limbourg). Cela amène le total de cercles provinciaux à 496.
Entrant en lice au 4e tour, les soixante-quatre équipes de « Promotion » portent le total de participants aux « Tours préliminaires » à 560 clubs.

## Dénomination des équipes et Présentation
À toutes fins de clarté, dans les tableaux suivants, les clubs sont présentés avec leur appellation la plus « moderne», mais tenant compte de respecter celle de l'époque. Il n’est pas rare dans les journaux francophones de cette époque que des noms cercles soit encore retranscrits avec la vieille orthographe néerlandaise qui n’est pourtant déjà en application au Nord du pays (exemples Desschel au lieu de « Dessel », « Overyssche » au lieu de « Overijse », etc). Mais par ailleurs, les noms employés ici respectent la chronologie : « URS du Centre » et pas « La Louvière Centre » ou encore « FC Klein Brabant » et pas « Bornem SV » qui ne se forme par fusion que plus tard etc.
Par souci de facilité la lecture, les résultats des trois premiers tours sont présentés « par province » dans l’ordre alphabétique francophone.
Abréviations des Divisions
- (P) : club évoluant en Promotion
- (p-...) : club évoluant dans les séries provinciales concernées, le chiffre indique « la division ».
- Le chiffre derrière le « p » indique la division provinciale dans laquelle joue ce club.
- : montée vers division concernée.
- : descente vers la division concernée.

## Résultats Province d’Anvers

### Premier tour
64 équipes engagées, soit les 16 participants de la 1re Provinciale et les 48 équipes (trois séries de seize) de 2e Provinciale.
- 32 rencontres toutes disputées le 16 août à 15h.

### Deuxième tour
32 équipes engagées, soit 10 clubs de 1re Provinciale et 22 clubs de 2e Provinciale.
- 16 rencontres toutes disputées le dimanche 23 août 1953.

### Troisième tour
16 équipes engagées, soit 6 clubs de 1re Provinciale et 10 clubs de 2e Provinciale.
- 8 rencontres toutes disputées le dimanche 30 août 1953.
  - Huit victoires à domicile dont deux pour des cercles de « P2 » qui écartent une formation de l'élite provinciale.

## Résultats Province du Brabant

### Premier tour
64 équipes engagées,, soit les 16 participants de la 1re Provinciale et les 48 équipes (trois séries de seize) de 2e Provinciale.
- 32 rencontres dont une parte est jouée le samedi 15 août (n°T1-12 ci dessous).
- Les trente-et-une autres ont lieu le dimanche 16 août à 15h00.
  - La rencontre  « T1-09 CS Rebecquois-R. US d'Etterbeek » commence à 14h tandis que le match « T-06 HO Merchtem-R. RC Boitsfort » débute à 16h.
  - L'arbitre désigné pour la rencontre « Olympia SC Wijgmaal-CS Waysien » (voir T1-17) oublie de faire jouer la prolongation règlementairement prévue et désigne un vainqueur au nombre de corners ! La « Commission de la coupe de Belgique » décide de faire rejouer cette partie[6].

### Deuxième tour
32 équipes engagées, soit 9 clubs de 1re Provinciale et 23 clubs de 2e Provinciale.
- 16 rencontres toutes disputées le dimanche 23 août 1953.
  - L'ordre du tirage de la rencontre « T2-02 K. FC Diest-Begijnendijk » est inversé. Le match est joué à Begijnendijk.

### Troisième tour
16 équipes engagées, soit 7 clubs de 1re Provinciale et 9 clubs de 2e Provinciale.
- 8 rencontres toutes disputées le dimanche 30 août 1953.

## Résultats Province de Flandre occidentale

### Premier tour
64 équipes engagées, soit les 16 participants de la 1re Provinciale et les 48 équipes (trois séries de seize) 
- 32 rencontres disputées, dont trois matchs sont  joués le samedi 15 août à 15h (matchs n°T1-07, T1-08 et T1-.. ci-dessous). La partie « T1-08 ARA Mouscronoise-K. Woudsport Houthulst » débute à 16h00.
- Les vingt-neuf autres parties on lieu le dimanche 16 août à 15h.

### Deuxième tour
32 équipes engagées, soit 12 clubs de 1re Provinciale et 20 clubs de 2e Provinciale.
- 16 rencontres toutes disputées le dimanche 23 août 1953.

#### Troisième tour
16 équipes engagées, soit 8 clubs de 1re Provinciale et 8 clubs de 2e Provinciale.
- 8 rencontres toutes disputées le dimanche 30 août 1953.

## Résultats Province de Flandre-Orientale

### Premier tour
62 équipes engagées, dont 16 des 16 clubs de 1re Provinciale et les 48 (3 séries de 16) formations de 2e Provinciale.
- 32 rencontres disputées. dont deux sont jouées le samedi 15 août 1956 (n° T1-01 et T1-02 ci-dessous).
- Les vingt-neuf autres parties ont lieu le dimanche 16 août à 15h.
  - La rencontre « SV Sottegem-Merelbeke VV » débute à 16h00.
  - L'arbitre désigné pour la rencontre « K. SK Lebbeke-FC Ninove » (voir T1-24) oublie de faire jouer la prolongation règlementairement prévue et désigne un vainqueur au nombre de corners ! La « Commission de la coupe de Belgique » décide de faire rejouer cette partie[6].

### Deuxième tour
32 équipes engagées, soit 14 clubs de 1re Provinciale et 18 clubs de 2e Provinciale.
- 16 rencontres toutes disputées le dimanche 23 août 1953.

### Troisième tour
16 équipes engagées, soit 10 clubs de 1re Provinciale et 6 clubs de 2e Provinciale.
- 8 rencontres toutes disputées le dimanche 30 août 1953.

## Résultats Province de Hainaut

### Premier tour
64 équipes engagées, soit 16 clubs de 1re Provinciale et 48 clubs (3 séries de 16) de 2e Provinciale.
- 32 rencontres toutes disputées le dimanche 16 août 1953.

### Deuxième tour
32 équipes engagées, soit 13 clubs de 1re Provinciale et 19 clubs de 2e Provinciale.
- 16 rencontres toutes disputées le dimanche 23 août 1953.

### Troisième tour
16 équipes engagées, soit 8 clubs de 1re Provinciale et 8 clubs de 2e Provçinciale.
- 8 rencontres toutes disputées le dimanche 30 août 1953.

## Résultats Province de Liège

### Premier tour
64 équipes engagées, soit 16 clubs de 1re Provinciale et 48 clubs des 64 (4 séries de 16) de 2e Provinciale.
- 32 rencontres toutes disputées le dimanche 16 août 1956.
  - La moitié de la Première provinciale passe à la trappe !

### Deuxième tour
32 équipes engagées, soit 8 clubs de 1re Provinciale et 24 clubs de 2e Provinciale.
- 16 rencontres toutes disputées le dimanche 23 août 1953.

#### Troisième tour
16 équipes engagées, soit 6 clubs de 1re Provinciale et 10 clubs de 2e Provinciale.
- 8 rencontres toutes disputées le dimanche 30 août 1953.
  - Seuls deux « P1 » restent en lice !

## Résultats Province du Limbourg

### Premier tour
32 équipes engagées, soit les deux séries de 16 formations de 2e Provinciale.
- 16 rencontres toutes disputée le dimanche 16 août 1956.

### Deuxième tour
32 équipes engagées, soit les 16 qualifiés du « Premier tour » et les 16 clubs composant la 1re Provinciale limbourgeoise qui entrent dans la compétition.
- 16 rencontres toutes disputées le dimanche 23 août 1953.

### Troisième tour
16 équipes engagées, soit 14 clubs de 1re Provinciale et 2 clubs de 2e Provinciale.
- 8 rencontres toutes disputées le dimanche 30 août 1953.
  - Les deux seuls rescapés de « P2 » s'affrontent.

## Résultats Province du Luxembourg

### Premier tour
32 équipes engagées, soit 16 clubs de 1re Provinciale et 16 des 32 clubs de 2e Provinciale.
- 16 rencontres toutes disputées le dimanche 16 août 1953.

### Deuxième tour
16 équipes engagées, soit 11 clubs de 1re Provinciale et 5 clubs de 2e Provinciale.
- 8 rencontres toutes disputées le dimanche 23 août 1953.
  - La rencontre entre « US Ethe-Belmont-Excelsior SC Virton » doit être rejouée une semaine plus tard. L'entrefilet qui annonce cette partie dit, laconiquement, "...qui na pu désigner de vainqueur..." mais sans préciser la raison (oubli de prolongation par l'arbitre, égalité après une ou plusieurs séries des penalties ?, obscurité devenant trop importante ?,...) [41]

### Troisième tour
8 équipes engagées, soit 5 clubs de 1re Provinciale et 3 clubs de 2e Provinciale.
- 4 rencontres toutes disputées le dimanche 30 août 1953.

## Résultats Province de Namur

### Premier tour
32 équipes engagées, soit 16 clubs de 1re Provinciale et 16 des 32 clubs de 2e Provinciale.
- 16 rencontres toutes disputées le dimanche 16 août 1953.

### Deuxième tour
16 équipes engagées, soit 10 clubs de 1re Provinciale et 6 clubs de 2e Provinciale.
- 8 rencontres toutes disputées le dimanche 23 août 1953.

### Troisième tour
8 équipes engagées, soit 7 clubs de 1re Provinciale et 1 club de 2e Provinciale.
- 4 rencontres toutes disputées le dimanche 30 août 1953.
  - Seule province où tous les clubs de « P2 » sont éliminés.

## Quatrième tour
Les équipes des quatre séries de Promotion entrent en lice lors de ce quatrième tour. Le tirage au sort de ce niverau de compétition se déroule le jeudi 10 septembre 1953 dans les locaux de la Fédération belge de football, rue Guimard à Bruxelles. Les 128 clubs concernés sont tous placés dans la même urne (en fait un pot en faïence).

### Légende4etour
Abréviations des Divisions
- (P) : club évoluant en Promotion
- (p-...) : club évoluant dans les séries provinciales concernées
- OT : n° d'ordre dans lequel le match a été tiré chronologiquement parlant

Abréviations des Provinces
- (Anv) :  Province d'Anvers
- (Bbt) : Province de Brabant
- (WVl.) :  Province de Flandre-Occidentale
- (OVl) :  Province de Flandre-Orientale
- (Hai) :  Province de Hainaut
- (Liè)  :  Province de Liège
- (Lim) :  Province de Limbourg
- (Lux) :  Province de Luxembourg
- (Nam) :  Province de Namur

Le chiffre derrière le « p » indique la division provinciale concernée

### Participants
Sans la répartition ci-après le club du Stade Mouscronnois est encore considéré comme flandrien occidental.
| Provinces                       | Total | Prom. | p1 | p2 |
| ------------------------------- | ----- | ----- | -- | -- |
| Province d'Anvers               | 22    | 14    | 4  | 4  |
| Province de Brabant             | 21    | 13    | 6  | 2  |
| Province de Flandre-Occidentale | 13    | 5     | 6  | 2  |
| Province de Flandre-Orientale   | 13    | 5     | 6  | 2  |
| Province de Hainaut             | 14    | 6     | 4  | 4  |
| Province de Liège               | 16    | 8     | 2  | 6  |
| Province de Limbourg            | 14    | 6     | 7  | 1  |
| Province de Luxembourg          | 8     | 4     | 3  | 1  |
| Province de Namur               | 7     | 3     | 4  | 0  |
| TOTAUX                          | 128   | 64    | 42 | 22 |

### Résultats
128 équipes engagées; soit 64 clubs de « Promotion », 42 clubs de 1re Provinciale, et 22 clubs de 2e Provinciale.
- 64 rencontres disputées.
  - Ce 4e tour est initialement programmé le dimanche 25 octobre 1953 mais, à la suite de nombreuses remarques émanant des clubs, l'URBSFA recule ces rencontres d'une semaine, à savoir jusqu'au dimanche 1er novembre 1953, afin d'éviter que des remises en championnat [44].
  - Les « équipes promotionnaires » ne bénéficient pas d'un statut protégé, ce qui donne lieu à plusieurs affrontements entre équipes du 4e niveau hiérarchique (16 rencontres soit la moitié des formations concernées).
  - Seize matchs se déroulent entre équipes des séries provinciales.

#### Promotion contre Promotion
32 équipes concernées.
- 16 matches disputés le 1er novembre à 14h00.

#### Promotion contre Provinciale 1
48 équipes concernées.
- 24 matches disputés le 1er novembre à 14h00.
  - La rencontre « T4-32 Nielse SV-R. FC Union Wandre » a été arrêtée quelques secondes avant les 90' prévues, quand à la suite de l'exclusion d'un équipier, le capitaine visiteur a quitté le terrain suivi de ses neuf autres partenaires[45] ! Le tirage au sort du 5e tour ayant lieu dès le lendemain, La « Commission de la Coupe de Belgique » valide le résultat de « 2-1 » et entérine la qualification du cercle provincial anversois.
  - « Huit surprises » sont enregistrées en termes de hiérarchie.

#### Promotion contre Provinciale 2
16 équipes concernées.
- 8 matches disputés le 1er novembre à 14h00.
  - L'exploit pour les Liégeois de l'Union Sportive Wandruzienne qui sort un cercle évoluant deux niveaux plus haut.

#### Provinciale 1 contre Provinciale 1
10 équipes concernées.
- 5 matches disputés le 1er novembre 1953 à 14h00.

#### Provinciale 1 contre Provinciale 2
16 équipes concernées.
- 8 matches disputés le 1er novembre 1953 à 14h00.
  - Les Borains du FC Élougeois vont se qualifier chez un adversaire qui évoluait encore en « Promotion douze mois plus tôt ».

#### Provinciale 2 contre Provinciale 2
6 équipes concernées.
- 3 matches disputés le 1er novembre à 14h00.

## Rescapés par tour selon les divisions
| Division      | Tour 1 | Tour 2 | Tour 3 | Tour 4 |
| ------------- | ------ | ------ | ------ | ------ |
| Promotion     | -      | -      | -      | 64     |
| Provinciale 1 | 128    | 103    | 71     | 22     |
| Provinciale 2 | 352    | 153    | 57     | 22     |
| TOTAL         | 480    | 256    | 128    | 128    |

### Sources et liens externes
- Dictionnaire des Clubs affiliés à l'URBSFA depuis 1895, réalisé et édité par l'asbl Foot Centenaire.
- Résultats complets sur le site.www.bsdb.be